# Koninklijke Sportkring Beveren
Il Koninklijke Sportkring Beveren, chiamato comunemente Beveren, è una società calcistica belga con sede a Beveren.
Fondato nel 1935, nella sua storia ha conquistato due campionati belgi, due Coppe e due Supercoppe nazionali. A livello internazionale il massimo risultato ottenuto è la semifinale raggiunta nella Coppa delle Coppe 1978-1979.
Dal 2010 questa società ha solamente una rappresentativa femminile e un settore giovanile, in quanto la sezione maschile si è fusa con il KV Red Star Waasland per fondare il Waasland - Beveren.

## Storia
Prima del Beveren viene fondato nel 1921 un club chiamato Standaard Club Beveren. Questo si fonde successivamente con l'FC Amical, ma chiude i battenti nel 1931. Nel 1934 i calciatori dello Standaard Club decidono di fondare una nuova società calcistica, chiamata SK Beveren-Waes. Il nuovo club entra a far parte della Federazione calcistica del Belgio nel 1935; nel 1945 il club cambia nome in SK Beveren-Waas.
La squadra inizia una lenta scalata verso i vertici del calcio belga; nel 1967 i gialloblù, guidati da Guy Thys, ottengono la prima storica promozione nella massima serie. Solo qualche anno più tardi i belgi disputano già la loro prima competizione internazionale, la Coppa delle Fiere 1970-1971, dalla quale vengono eliminati dall'Arsenal nei quarti di finale.
I gialloblù conquistano il loro primo trofeo, la Coppa del Belgio, nella stagione 1977-1978, battendo in finale lo Charleroi. Questo successo arriva grazie all'apporto di calciatori come Jean-Marie Pfaff, Jean Janssens, Wim Hofkens e di altri, molti dei quali solo giocatori semi-professionisti.
La stagione 1978-1979 è probabilmente la migliore nella storia del club: Il Beveren-Waas cambia nome in Beveren, e partecipa alla Coppa delle Coppe. Nella competizione la squadra elimina anche l'Inter e arriva in semifinale; qui ad attenderla c'è però il Barcellona, la squadra che alla fine conquisterà quella coppa, e i belgi vengono quindi eliminati. Il Beveren tuttavia conquista solo pochi mesi dopo il suo primo campionato, e il nuovo arrivato Erwin Albert è capocannoniere del torneo.
La stagione 1979-1980 si apre con la partecipazione del Beveren alla Coppa dei Campioni, ma i belgi vengono eliminati dal Servette. La squadra finisce undicesima in campionato, ma arriva nuovamente a giocare la finale della coppa nazionale, venendo però sconfitta. Una nuova vittoria nella manifestazione arriva invece nella stagione 1982-1983.
Il Beveren conquista il secondo titolo vincendo il campionato 1983-1984; nella stagione successiva la squadra conquista la prima Supercoppa nazionale, mentre nella Coppa dei Campioni i belgi eliminano nel primo turno gli islandesi dell'ÍA prima di venire a loro volta eliminati negli ottavi dall'IFK Göteborg ai tempi supplementari. In campo nazionale quella stagione viene conclusa al quinto posto, al pari delle due successive; questi piazzamenti permettono alla squadra di partecipare a due edizioni della Coppa UEFA; in particolare i belgi vengono eliminati dal Torino negli ottavi dell'edizione 1986-1987.
Le cose cambiano però presto: verso la fine degli anni ottanta la squadra finisce sempre nella parte bassa della graduatoria, e retrocede una prima volta al termine del campionato 1989-1990. Immediatamente promosso, il Beveren non riesce più a lottare per le posizioni di vertice, anzi retrocede una seconda volta al termine della stagione 1995-1996. Anche in questo caso la permanenza in Tweede klasse dura un solo anno, ma il Beveren in massima divisione, dagli anni novanta in poi, rimane costantemente poco al di sopra della zona retrocessione. Un ultimo picco viene raggiunto nella stagione 2003-2004, quando la squadra disputa la finale della coppa nazionale. Pur sconfitto 4-2 dal Bruges, la squadra partecipa alla Coppa UEFA nella stagione successiva: i belgi arrivano abbastanza agevolmente a qualificarsi alla fase a gironi, ma qui concludono il gruppo all'ultimo posto senza conquistare nemmeno un punto.
Il Beveren disputa il suo ultimo campionato in massima divisione nella stagione 2006-2007; tuttavia già l'anno precedente il club aveva corso il rischio di perdere la licenza di professionismo a causa del dissesto economico, e conseguentemente di retrocedere in terza divisione. Dopo questa retrocessione la squadra non è più in grado di tornare in Pro League: nel 2010, dopo la conclusione del campionato, la dirigenza annuncia la rinuncia alla licenza professionistica a causa di problemi finanziari, e la fusione con il Red Star Waasland in una nuova società denominata KV Red Star Waasland - SK Beveren (meglio nota con l'abbreviazione di Waasland - Beveren).
Nel gennaio 2011, alcuni tifosi del "vecchio" Beveren in disaccordo con la fusione fondano un'associazione senza scopo di lucro chiamata Eskabee 1935, con l'obiettivo di preservare la storia del KSK Beveren e di rilanciarne l'attività agonistica. Alcuni mesi dopo nasce la società calcistica dello Yellow Blue Beveren, che per la stagione 2011-2012 si iscrive alla quarta divisione provinciale delle Fiandre Orientali.

## Allenatori
- 1966-1969:  Guy Thys
- 1969-1972: Ward Volckaert
- 1972-1974: Rik Matthijs
- 1974-1975:  Jef Jurion
- 1975-1978:  Urbain Braems
- 1978-1981:  Robert Goethals /  Rik Pauwels
- 1981-1984:  Urbain Braems
- 1984-1986: Rik Pauwels
- 1986-1988:  Ladislav Novák
- 1988-1989:  René Desaeyere
- 1990-1992:  Johan Boskamp
- 1992-1995:  Jos Daerden

- 1995-1996:  René Desaeyere,  Dimitri Davidovic,  Barry Hulshoff
- 1996-1997: Paul Theunis
- 1997: Bert Van Puymbroeck
- 1998-1999:  Stani Gzil
- 1999-2001:  Emilio Ferrera
- 2001-2002:  Jean-Marc Guillou,  Regis Laguesse,  Thierry Pister
- 2002-2005:  Herman Helleputte
- 2005-2006:  Vincent Dufour
- 2006-2007:  Walter Meeuws
- 2007-2009:  Alexandre Czerniatynski
- 2009-2010:  Johan Boskamp

## Calciatori
- Calciatore belga dell'anno
- 1978  Jean-Marie Pfaff
- 1979  Jean Janssens

- Capocannonieri del campionato belga
- 1979  Erwin Albert

## Palmarès

### Competizioni nazionali
- Campionato belga: 2

1978-1979, 1983-1984
- Coppa del Belgio: 2

1977-1978, 1982-1983
- Supercoppa del Belgio: 2

1979, 1984
- Tweede klasse: 2

1990-1991, 1996-1997
- Derde klasse: 1

1965-1966

### Altri piazzamenti
- Derde klasse:

Secondo posto: 1965-1966
- Coppa del Belgio:

Finalista: 1979-1980, 1984-1985
Semifinalista: 1981-1982
- Supercoppa del Belgio:

Finalista: 1980, 1983
Semifinalista: 1992-1993
- Coppa delle Coppe:

Semifinalista: 1978-1979

## Statistiche e record

### Partecipazioni ai tornei internazionali
| Competizione                   | Gare disputate | Vittorie | Sconfitte | Pareggi | Reti segnate | Reti subite |
| ------------------------------ | -------------- | -------- | --------- | ------- | ------------ | ----------- |
| Coppa dei Campioni             | 6              | 2        | 2         | 2       | 11           | 8           |
| Coppa delle Coppe              | 12             | 6        | 3         | 3       | 17           | 9           |
| Coppa UEFA / Coppa delle Fiere | 28             | 13       | 11        | 4       | 37           | 35          |
| Coppa Intertoto                | 4              | 1        | 2         | 1       | 6            | 8           |
| Totale                         | 50             | 22       | 18        | 10      | 71           | 60          |